# مصطفی امری
مصطفی امری (انگلیسی: Mustapha Amari؛ زادهٔ ۲۵ فوریهٔ ۱۹۹۴) بازیکن فوتبال اهل آلمان است.
از باشگاه‌هایی که در آن بازی کرده‌است می‌توان به باشگاه فوتبال هالشر اشاره کرد.